# Vhost (IRC)
Pour les articles homonymes, voir Hébergement virtuel.
Un vhost (de l'anglais vanity host ou virtual host), ou hôte virtuel, sur IRC, est un moyen de masquer l'adresse IP réelle d'un utilisateur de manière à assurer sa confidentialité et d'empêcher les attaques, de type Déni de service par exemple.
Il existe deux types de vhosts :
- Originellement, il s'agit d'utiliser un rebond depuis un nom de domaine enregistré et effectif.
- L'apparition de Services IRC permet parfois de gérer les vhosts, souvent en utilisant HostServ. Dans ce contexte, un utilisateur peut créer le host qui apparaitra sur IRC. Lorsque les utilisateurs peuvent librement créer leur vhost, des vérifications peuvent intevenir (tel qu'une requête DNS) afin d'empêcher l'utilisation abusive d'un host existant.

## Utilisation
Tous les réseaux ne vous permettent pas de demander un vhost. 
Le vhost est la plupart du temps composé de lettres et de chiffres, et les espaces sont obligatoirement remplacés par des points.
On demande généralement un vhost avec la commande suivante :
/msg HostServ REQUEST exemple
Si c'est accepté, il faut l'activer :
/msg HostServ ON
Et pour le désactiver :
/msg HostServ OFF